# سیارک ۱۴۹۵۳
سیارک ۱۴۹۵۳ (به انگلیسی: 14953 Bevilacqua، نامگذاری:1996CB3) چهارده هزار و نهصد و پنجاه و سومین سیارک کشف شده‌است که در ۱۳ فوریه ۱۹۹۶ کشف شد.
قدر مطلق سیارک برابر ۱۳.۵ است.